# St. Andreas (Meine)

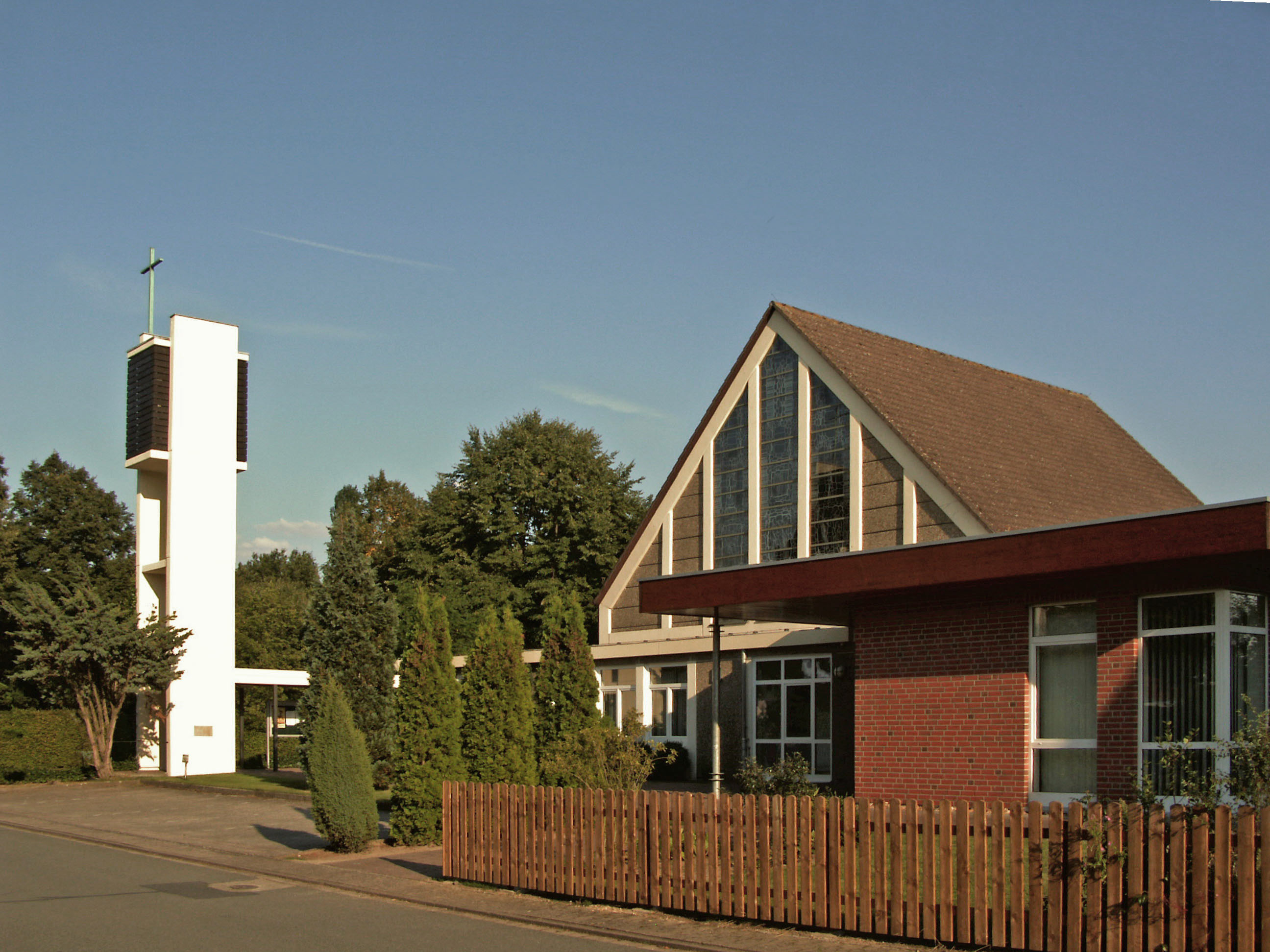
St.-Andreas-Kirche

Die Kirche Sankt Andreas ist die römisch-katholische Kirche in Meine, einer Gemeinde im Süden des Landkreises Gifhorn in Niedersachsen. Sie ist nach dem Apostel Andreas benannt und gehört zur Gifhorner Pfarrgemeinde St. Altfrid, im Dekanat Wolfsburg-Helmstedt des Bistums Hildesheim.

## Geschichte
Vom Ende des 19. Jahrhunderts an zogen wieder Katholiken in die seit der Reformation evangelische Gegend von Meine; es handelte sich um Arbeiter, die in der Landwirtschaft oder der Zuckerfabrik Beschäftigung fanden. Bereits 1939 regte der Pastor der Kirchengemeinde St. Bernward in Gifhorn, zu der Meine damals gehörte, gegenüber dem Bischöflichen Generalvikariat an, in Meine eine Seelsorgestation in einer noch zu erbauenden Baracke zu errichten.
Ab 1945 wurden dann von St. Bernward in Gifhorn aus in Meine Heilige Messen gehalten. Sie fanden entweder im Saal der Gaststätte Meinersand oder in der evangelischen St.-Stephani-Kirche statt. 1948 wurde die Pfarrvikarie Meine errichtet, und mit Kalixtus Engler nahm der erste Priester seinen Amtssitz in Meine ein. Heilige Messen fanden nun außer in Meine auch in Calberlah (alte Schule oder Friedhofskapelle) statt. Ferner in der Stiftskapelle in Groß Schwülper, die im Juni 1946 gemeinsam mit einer Baptistengemeinde angemietet wurde. 1960 wurde am heutigen Westring das Pfarrhaus erbaut, und 1968 erfolgte die Gründung eines Kirchbauvereins.
Am 28. April 1970 erfolgte der erste Spatenstich für die Kirche, und am 14. Juni des gleichen Jahres folgte die Grundsteinlegung. Damals war Joseph Kudella Pastor in Meine. Am 21. Februar 1971 fand bereits die erste heilige Messe in der neuen Kirche statt, und am 7. März des gleichen Jahres folgte die Weihe durch Bischof Heinrich Maria Janssen. 1974 bekam die Kirche eine Orgel, und 1985 ihre Glocken. 1987 verließ der letzte ortsansässige Priester die Gemeinde, und der Pfarrer von St. Altfrid in Gifhorn übernahm die priesterlichen Aufgaben. Von 1990 bis 2012 hatte ein Diakon seinen Sitz in Meine. Vom 1. Oktober 1992 an war St. Andreas eine selbstständige Kirchengemeinde (Kuratiegemeinde).
Ab dem 1. März 1996 bildete St. Andreas mit der Kirchengemeinde in Gifhorn die Seelsorgeeinheit Gifhorn/Meine, seit dem 1. August 2004 ist St. Andreas Teil der Pfarrgemeinde St. Altfrid mit Sitz in Gifhorn. Seit dem 1. November 2006 gehört die Kirche zum damals neu gegründeten Dekanat Wolfsburg-Helmstedt, zuvor gehörte sie zum Dekanat Wolfsburg. 2013 wurde der Förderverein St. Andreas Meine e. V. gegründet, um den Unterhalt der Gebäude und die Aktivitäten der Gemeinde finanziell zu unterstützen.

## Architektur und Ausstattung
Die Kirche steht an der Bundesstraße 4, auf dem Grundstück Westring 1. Sie wurde als Fertigteilkirche mit freistehendem Turm nach Plänen von Josef Fehlig errichtet. Das Gotteshaus befindet sich in knapp 82 Meter Höhe über dem Meeresspiegel und verfügt über zirka 164 Sitzplätze.
Von diesem Kirchentyp wurden im Bistum Hildesheim eine Reihe weiterer Kirchen erbaut, so 1969 in Altenwalde und Sudmerberg, 1970 in Dungelbeck, Meckelfeld und Poggenhagen, 1971 in Afferde, Hohegeiß, Luthe, Schwanewede und Winsen (Aller), 1972 in Gifhorn, Ronnenberg, Stederdorf und Wittingen, 1974 in Vorwerk, 1975 in Dransfeld, Münchehof und Rodenberg, und 1976 in Rhüden.
Die künstlerische Innengestaltung der St.-Andreas-Kirche erfolgte nach Entwürfen von Hanns Joachim Klug. Die Nordfenster, gestaltet vom Kunstmaler Josef Nienhaus aus Ahaus, zeigen Szenen aus dem Leben des heiligen Andreas. Die beiden Glocken, St. Josef und St. Heinrich, wurden am 1. September 1985 geweiht.

### Orgel
Die Orgel wurde von der Firma Emil Hammer Orgelbau als Opus 1702 erbaut und am 27. Januar 1974 in der St.-Andreas-Kirche geweiht. 2014 wurde sie von der Orgelbauwerkstatt Florian Fay aus Braunschweig saniert und umgebaut, und dabei mit zwei neuen Registern ausgestattet, Waldflöte 2′ und Mixtur II-III 1 1⁄3′. Das Schleifladen-Instrument mit mechanischer Traktur hat 5 Register auf einem Manual und Pedal.
| Manual C–g3   |       |
| Gedackt       | 8′    |
| Principal     | 4′    |
| Waldflöte     | 2′    |
| Mixtur II–III | 1 ⁄3′ |

| Pedalwerk C–f1 |     |
| Subbaß         | 16′ |